# Kamień Karłowicza

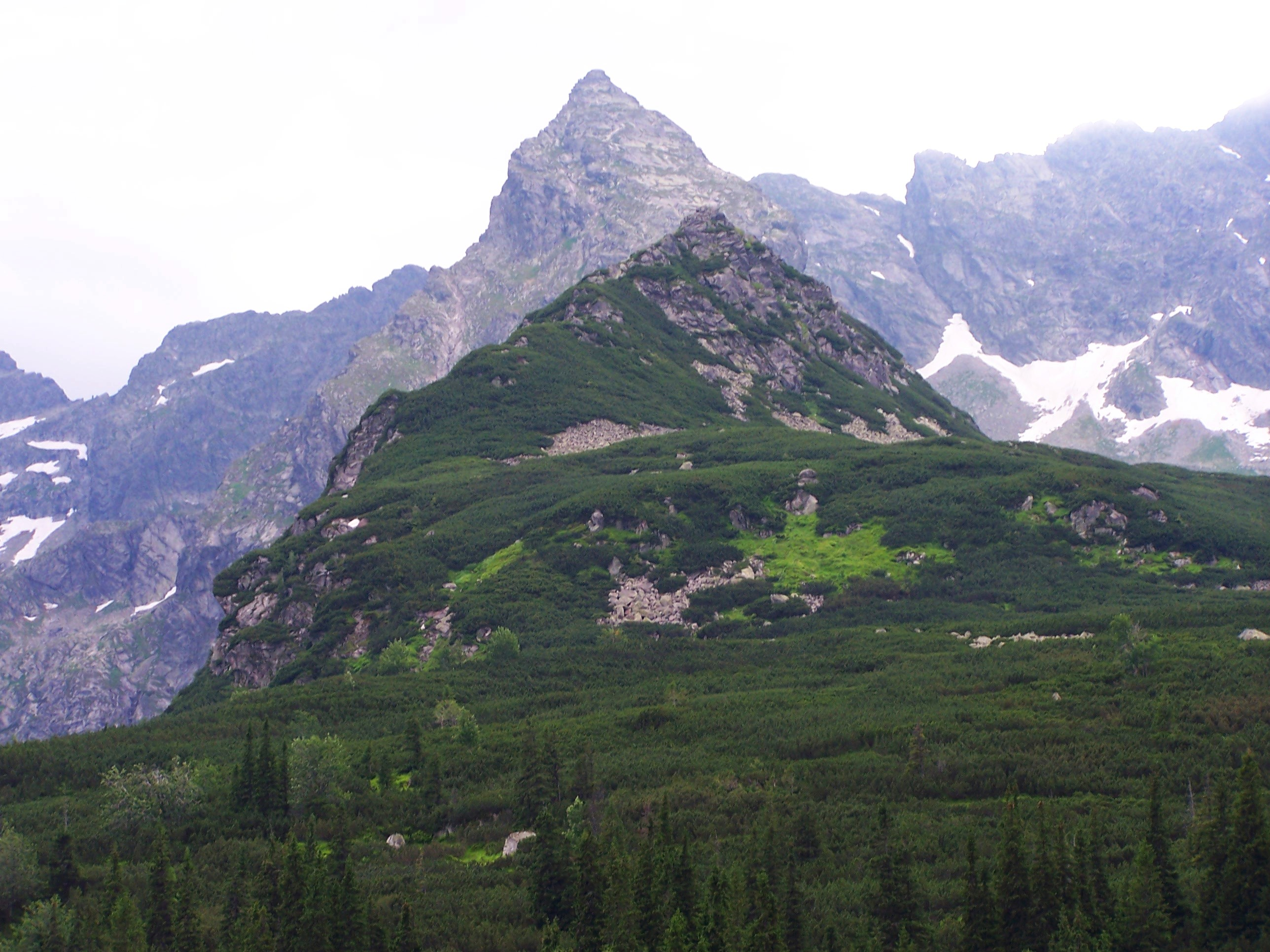
Kamień Karłowicza znajduje się wśród kosówki z lewej strony podnóża Małego Kościelca

Kamień Karłowicza – wykuty w granicie pomnik w formie kamienia upamiętniający tragiczną śmierć w Tatrach kompozytora Mieczysława Karłowicza (1876–1909). Zginął on 8 lutego 1909 r. w lawinie śnieżnej, która zeszła ze wschodnich ścian Małego Kościelca. Na kamieniu znajduje się wykuty napis: „Mieczysław Karłowicz/tu zginął/porwany śnieżną/ lawiną d. 8 lutego/1909/Non omnis moriar”. Pod napisem wykuta jest góralska swastyka – ulubiony znak Karłowicza, którym oznaczał on nowe szlaki. Jest to słowiański symbol, często spotykany w zdobnictwie góralskim, a zwany na Podhalu „krzyżykiem niespodzianym”.
Kamień postawiono latem 1909 r. Znajduje się on na rumowisku skalnym porośniętym kosodrzewiną, ok. 30 m poniżej turystycznego szlaku niebieskiego prowadzącego od schroniska „Murowaniec” do Czarnego Stawu Gąsienicowego.
Mieczysław Karłowicz był miłośnikiem i propagatorem Tatr. Zginął pod stokami Małego Kościelca podczas samotnej, narciarskiej wycieczki. Był wraz z Mariuszem Zaruskim jednym z głównych rzeczników i współtwórców TOPR. Zginął na kilka miesięcy przed formalnym utworzeniem go, a odnalezienie jego ciała pod lawiną jest uznawane za pierwszą akcję ratowniczą TOPR-u.

## Szlaki turystyczne
– niebieski od schroniska „Murowaniec” do Czarnego Stawu Gąsienicowego